# Ответный ход
«Ответный ход» — советский остросюжетный фильм 1981 года, поставленный режиссёром Михаилом Туманишвили. Вторая часть дилогии про учения советских десантников и морских пехотинцев, начатой фильмом «В зоне особого внимания».

## Сюжет
Заканчиваются военные учения «Щит». Соединения кораблей группировки «Южных», которым приданы морская пехота и полк воздушного десанта, должны атаковать аэродром «Северных», обороняемый береговой батареей, мотострелковым полком и батальоном охраны. Диверсанты «Северных», спрятавшись в бункере муковоза, проникают в зону оцепления «Южных» и захватывают начальника штаба парашютно-десантного полка «Южных» с секретной документацией, разоружив охранявших его Тарасова (Борис Галкин) с Волентиром (Михай Волонтир).
Командование «Южных» принимает решение послать в тыл «Северных» диверсионную группу в составе Тарасова, Волентира и двух морпехов: Швеца (Вадим Спиридонов) и Зиновьевой (Елена Глебова). Диверсанты захватывают подполковника Морошкина (Анатолий Кузнецов) из группы «Северных», который, как выясняется, намеренно подставился, спрятав на теле радиомаяк. Тарасов разгадывает замысел и сбивает погоню, спрятав маяк в шерсти овцы. Диверсионная группа проникает на береговую батарею и захватывает блок управления стрельбой. Затем по системе тоннелей диверсанты проходят на аэродром «Северных», атакуют передвижной командный пункт «Северных» и забирают у генерала Нефёдова (Анатолий Ромашин) секретные документы.
Командующий «Южными» открывает командующему учениями, что намеренно подставил под захват начальника штаба с документами, содержащими дезинформацию, и приказывает группе возвращаться. Капитан Зуев (Александр Пятков) преследует диверсантов на бронетранспортёре, но Волентир закрывает ему обзор, в результате чего машина съезжает с берега в болото и тонет. Волентир тяжело ранен обломками моста. Швец и Тарасов помогают «Северным» покинуть затонувшую машину, в то время как Зиновьева едет на побережье и передаёт документы. «Южные» переходят в общее наступление.

## В ролях
- Борис Галкин — гвардии капитан Виктор Павлович Тарасов
- Михай Волонтир — гвардии прапорщик Александр Иванович Волентир
- Вадим Спиридонов — капитан Евгений Швец
- Елена Глебова — сержант Антонина Зиновьева
- Анатолий Кузнецов — гвардии подполковник Геннадий Семёнович Морошкин, начальник контрразведки «Северных»
- Александр Пятков — гвардии капитан Зуев («Зуич»)
- Лаймонас Норейка — контр-адмирал Виктор Сергеевич Губанов, командующий силами «Южных» (озвучивание — Феликс Яворский)
- Даниил Нетребин — капитан первого ранга Попов, начальник штаба «Южных»
- Владимир Маренков — гвардии полковник Новиков, командир воздушно-десантного полка «Южных»
- Михаил Чигарёв — две роли: гвардии подполковник Кочуба Борис Петрович, начальник штаба воздушно-десантного полка «Южных» / командующий учениями (только голос по телефону)
- Анатолий Ромашин — генерал-майор Нефёдов, командующий силами «Северных»
- Леонид Белозорович — майор Леонид Георгиевич Буткеев, начальник штаба «Северных»
- Михаил Лещинский — камео
- Семён Морозов — прапорщик на КПП
- Валерий Хромушкин — офицер-десантник в составе дорожно-комендантского патруля
- Александр Иншаков — «водитель» муковоза, прапорщик на батарее
- Валентина Березуцкая — женщина с отарой овец, эпизод

## Съёмочная группа
- Режиссёр: Михаил Туманишвили
- Автор сценария: Евгений Месяцев
- Оператор: Борис Бондаренко
- Художник: Савет Агоян[вд]
- Композитор: Виктор Бабушкин
- Звукооператор: Владимир Бахмацкий
- Монтаж: Светлана Ляшинская
- Постановка трюковых сцен: Александр Иншаков
- Консультанты: Валентин Костылев, Фёдор Старожилов
- Директор: Виталий Богуславский

## Критика
Критик О. Курган в журнале «Советский экран» назвала фильм логическим продолжением фильма «В зоне особого внимания», где впервые появились герои Галкина и Волонтира. Отметив остросюжетность и увлекательность фильма, Курган упрекнула авторов за то, что интересно задуманные характеры персонажей почти не развиваются. Фильм снимали в Крыму - Кача, Севастополь и Мангуп.